# Schneealpe
A Schneealpe vagy Schneealm egy mészkő-hegytömb az Északi-Mészkőalpokban, Stájerország északkeleti részén, a Bruck-mürzzuschlagi járásban, az alsó-ausztriai tartományi határ közelében, a Rax-Schneeberg-hegycsoporttól nyugatra, a Mürzstegi-Alpok (Mürzsteger-Alpen) csoportjában. Legmagasabb csúcsa az 1903 m magas Windberg.

## Fekvése
A hegység egy észak felé nyitott „V” alakban hajló hegygerinc és az azt övező magasplató. Legmagasabb csúcsa az 1903 m magas Windberg („szeles hegy”), a magasplató közepén. További csúcsai: a gerinc északkeleti végén, az alsó-ausztriai határvonalon áll az 1828 méteres Ameisbühel (olykor Amaißbichl formában is írják), a Windbergtől nyugatra eső gerincen az 1860 m Schönhaltereck, északnyugaton az 1799 m magas Donnerwand. A hegyvonulat dimbes-dombos, nagyrészt lakatlan északi lejtőit sűrű tűlevelű erdők borítják. A „V”-alak „hegyénél” van a Schneealpe legdélibb hegycsúcsa, az 1770 m magas Rauhenstein. A hegytömbtől északra, a „V” két szára között ered a Mürz legfelső szakasza, a Kalte Mürz.

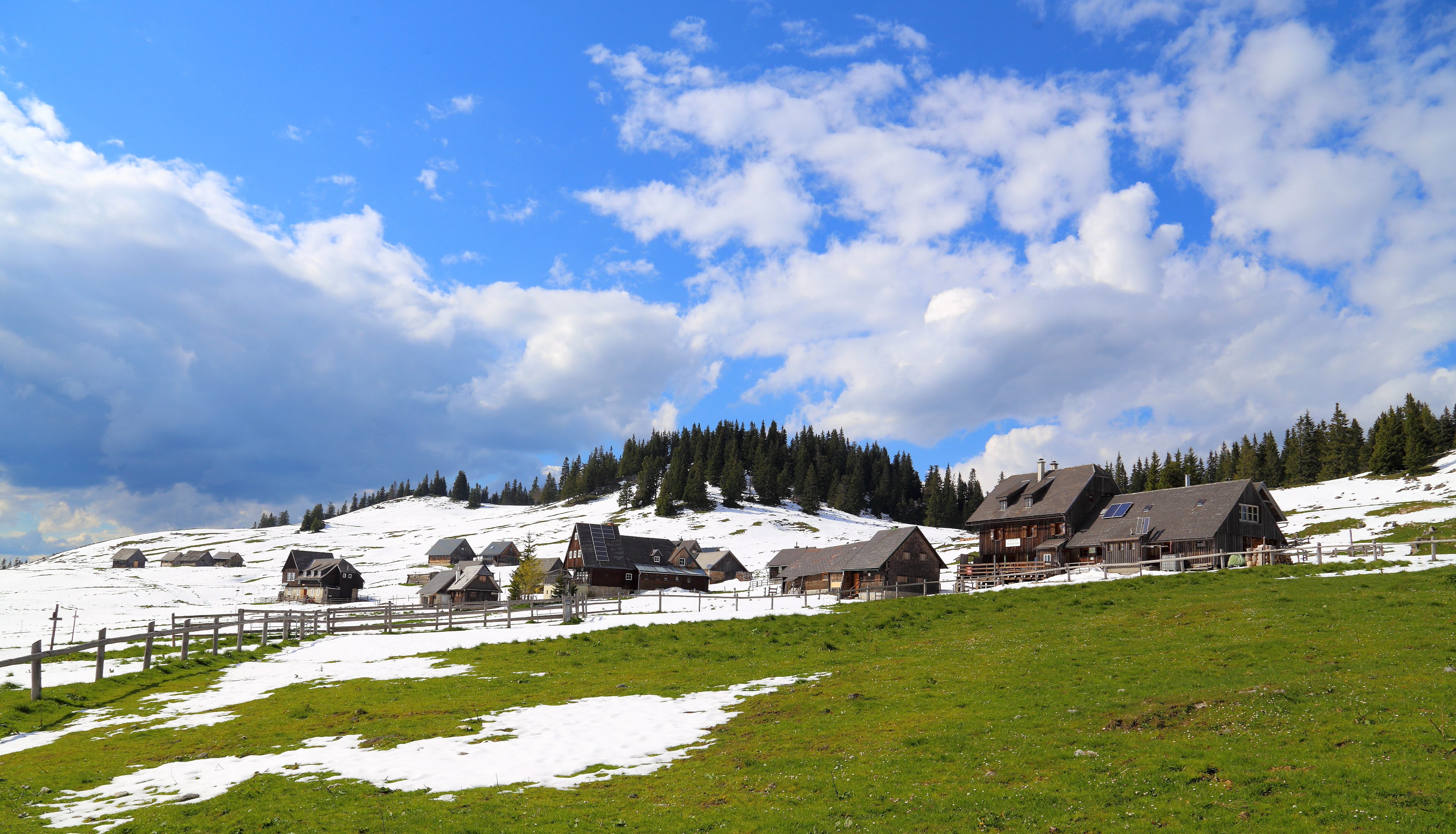
A Hinteralm fennsík, a Neubergerhütte és a Hinteralmhaus menedékházakkal
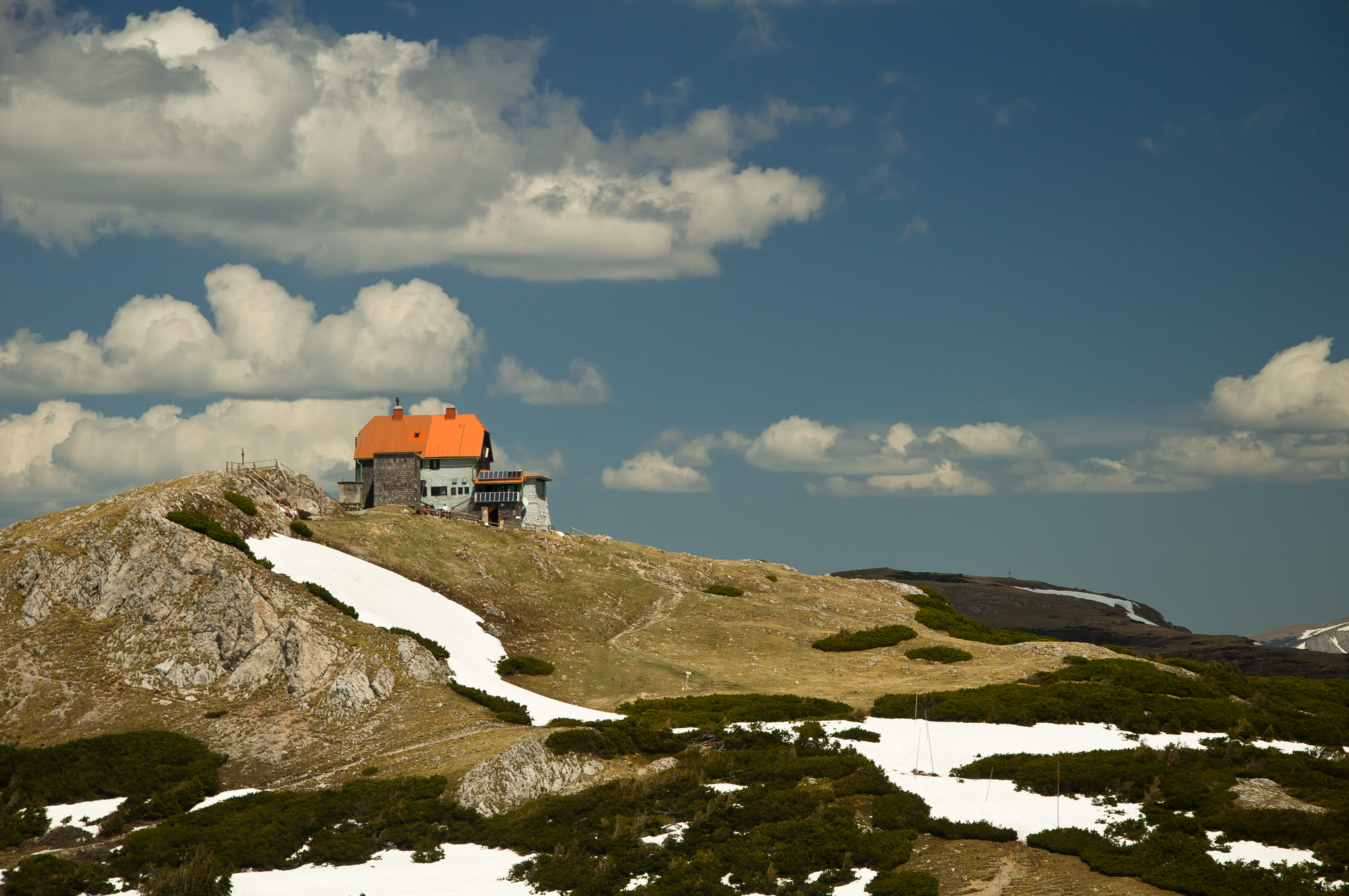
A Schneealpenhaus menedékház (Osztrák Alpesi Egylet, ÖAV)
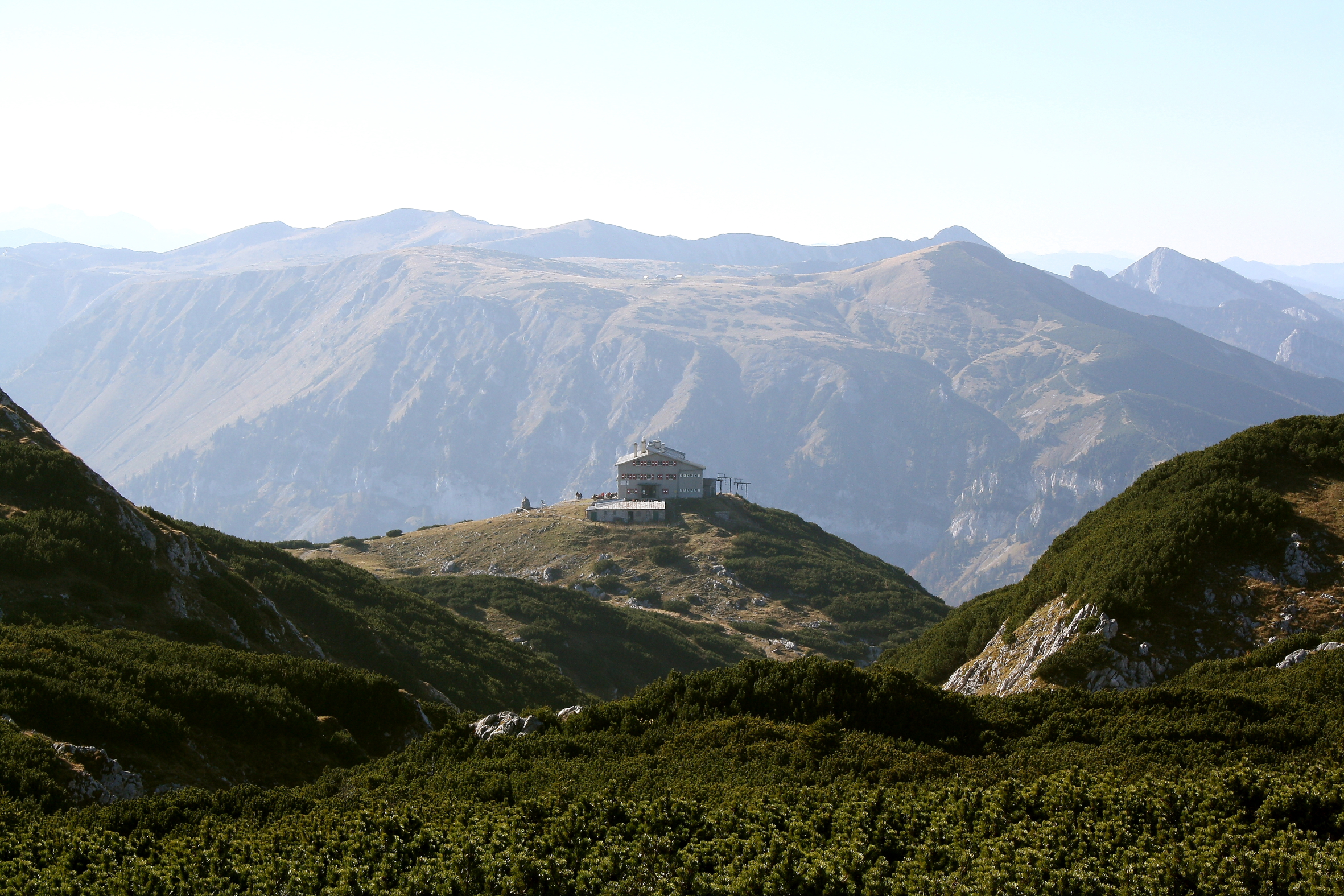
Kilátás a Schneealpé-ra a Raxon álló Habsburg-háztól

A környező völgyek: Északkeleten, Alsó-Ausztriában az Ameisbühel-csúcs előterében a Wasseralmbach és a Reißbach patakok összefolyásától, Hinternaßwald községtől kezdődik a Naßbach (Nassbach) patak völgye, amely Naßwaldnál csatlakozik a Höllentalba, a „Pokol-völgybe”, amely kelet felé haladva a Rax és a Schneeberg hegytömbjét választja el. Itt indul az 1. sz. magashegyi forrásvíz-távvezeték, amely Bécs ivóvízellátásának fontos része. A Raxot és a Schneealpét egy keskeny, alacsony kelet-nyugati hegygerinc, a Naßkamm köti össze, hágómagassága 1250 méter, ennek gerincén végigfut Alsó-Ausztria és Stájerország határvonala. A Schneealpe kelet felé leszakadó sziklafala a Naßwand, amely a szomszédos Raxra néz. (A Rax nyugati peremén, szintén a tartományi határvonalon, 1786 magasan épült Habsburghaus menedékháztól szép kilátás nyílik a Schneealpéra).
Stájerországban, a Naßkammtól dél felé lefutó völgyben van Altenberg an der Rax község. A Schneealpétól délre húzódik a Mürz folyó völgyének (Mürztal) középső szakasza, Kapellen és Neuberg an der Mürz községekkel. Nyugaton, a Mürz-völgy felső szakaszán, amely a Lahn-hágó felé emelkedik, van Mürzsteg és Frein an der Mürz község.
A Schneealpe, a Rax és a Schneeberg környéke a Bécset ellátó, 1. sz. magashegyi forrásvíz-távvezeték (1. Wiener Hochquellenwasserleitung) vízszerző területe. A Windberg hegytömbje alatt húzódó, 1965–1968 között épült Schneealpe-aknajáraton (Schneealpenstollen) keresztül vezetik a fennsíkon vett forrásvizet Hinternaßwaldba, ahol rácsatlakoznak a Bécs felé haladó ivóvíz-távvezetékbe.

## Geológia
A hegycsoport anyaga mészkő és dolomit, a földtörténeti triász korból.

## Főbb menedékházak
- Schneealpenhaus (Osztrák Alpesi Egylet, Oesterreichischer Alpenverein, ÖAV), a magasplató keleti peremén, 1780 m magasságban,
- Michlbauer Hütte
- Lurgbauer Hütte
- Neubergerhütte: a Naturfreunde Österreich egyesület üzemelteti, önellátó túrázóknak (étkeztetés nincs)
- Hinteralmhaus: a plató nyugati előterében, a messzire kifutó előhegyekben, a Hinteralm nevű fennsíkon, Frein an der Mürz közigazgatási területén. Az Osztrák Alpesi Egylet (Oesterreichischer Alpenverein, ÖAV) üzemelteti, önellátóknak (étkeztetés nincs).